# Richard Colburn
Richard Colburn (nascut el 25 de juliol de 1970 a Perth, Escòcia) és el bateria de la banda escocesa de twee pop Belle & Sebastian. Abans de ser membre de la banda, de la qual és un dels fundadors, va ser jugador de snooker semiprofesional. Actualment, a més de formar part de la banda, realitza sessions de DJ sota el nom de "Belle and Sebastian DJs".
També ha tocat amb la banda Snow Patrol i és un dels membres fundadors de la banda The Reindeer Section.